# Халонг (місто)
Халонг (в'єт. Hạ Long, досл. «дракон, що спускається» hâːˀ lawŋm [vi] ( прослухати) ) — місто провінційного підпорядкування I класу та столиця провінції Куангнінь, В'єтнам. Воно було засновано у 1993 році, коли стару столицю Хонгай (в'єт. Hòn Gai) об'єднали з Байтяй (в'єт. Bãi Cháy), головним туристичним районом. Місто в основному лежить на берегах бухти Халонг і розташоване приблизно за 178 км. на схід від Ханоя. У 2019 році населення міста становило 322 710 осіб.

## Огляд

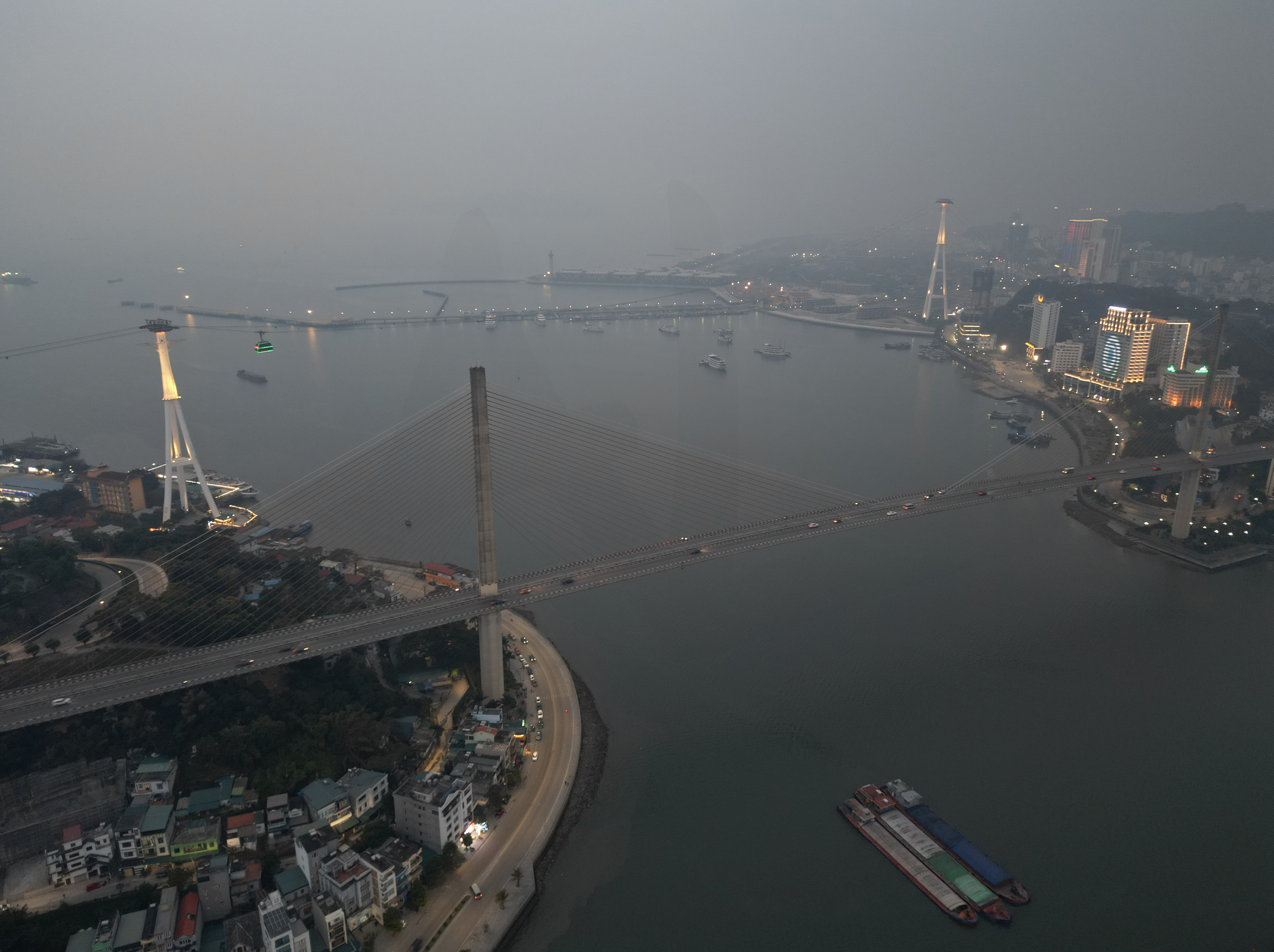
Знімок мосту Байтяй у 2023 році

У 2012 році економіка Халонга змістила акцент з видобутку вугілля на туризм у зв'язку з великою кількістю відвідувачів, яких приваблює затока Халонг. Місто стрімко розвивається не лише у туристичній сфері, але і як головний сухопутний шлях до південного Китаю. У 2007 році на В'єтнамсько-Китайському бізнес-форумі було укладено угоду на $400 млн про будівництво автомагістралі, яка зв'язала Халонг і прикордонне з Китаєм в'єтнамське місто Монгкай. Роботи почали у 2015 році і завершили у 2022.

## Розташування
Халонг розділений на дві частини. Східна частина, відома в як Хонгай (в'єт. Hòn Gai), де зосереджена більшість адміністративних установ і промислової інфраструктури, з'єднується вантовим мостом із західною частиною Байтяй (в'єт. Bãi Cháy), — відомим туристичним районом.
Будучи прибережним містом, Халонг має унікальний потенціал для туризму та як морський порт, оскільки його територія розташована вздовж берега затоки Халонг на 50 км. Халонг розташований на 160 км східніше Ханоя, 60 км східніше Хайфона, 180 км південно-західніше міжнародного пункту пропуску Монгкай і окреслена затокою Бакбо з півдня. Халонг має стратегічне розташування для економічного розвитку, безпеки регіону та країни.

## Історія
Люди жили в Халонгу з давніх часів. Археологи та історики дійшли висновку, що протягом кам'яного віку існувало три культури, відомі зараз як Шойню (в'єт. Soi Nhụ), Халонг і Кайбео (в'єт. Cái Bèo), підтверджуючи, що затока та прилеглі території були однією з колисок людства. Центр сучасного Халонга раніше був рибальським селом, що називалося Байхау  (в'єт. Bãi Hàu, досл. «Устричне узбережжя»). На початку правління династії Нгуєн його було перейменовано на Мауле (в'єт. Mẫu Lệ).
У 1883 році, під час Франції окупації, французи видобували вугілля в шахтах на узбережжі затоки. Місто у цей час називалося Хонгай (в'єт. Hòn Gai).
Після Серпневої революції у 1945 році це містечко стало столицею великого вугледобувного регіону (зі схожою назвою) Хонггай (в'єт. Hồng Gai). Після Женевської конференції 1954 року Хонгай стало столицею спеціального району Хонгкуанг (в'єт. Hồng Quảng). 30 жовтня 1963 року в'єтнамський уряд об'єднав провінції Хонгкуанг і Хайнінь (в'єт. Hải Ninh) в одну провінцію Куангнінь, столицею якої став Хонгай, що забезпечував вугіллям усі промислові зони Північного В'єтнаму. Через нього також проходив один із найбільших шляхів з Китаю, і таким чином він часто ставав мішенню для США під час війни у В'єтнамі. Поромна лінія Байтяй (виведена з експлуатації в 2007 році та замінена мостом Байтяй) була найважливішим транспортним вузлом і була ціллю багатьох  бомбардувань, після тричі удостоєна звання Героя Народних Збройних Сил В'єтнаму.
27 грудня 1993 року уряд видав Указ № 102/CP, за яким Хонгай офіційно отримав статус міста та був перейменований на Халонг, а також включив район Байтяй у склад своїх територій.
17 грудня 2019 року міський комітет оголосив про намір включити Хоаньбо (в'єт. Hoành Bồ) до своєї території.

## Культура і суспільство

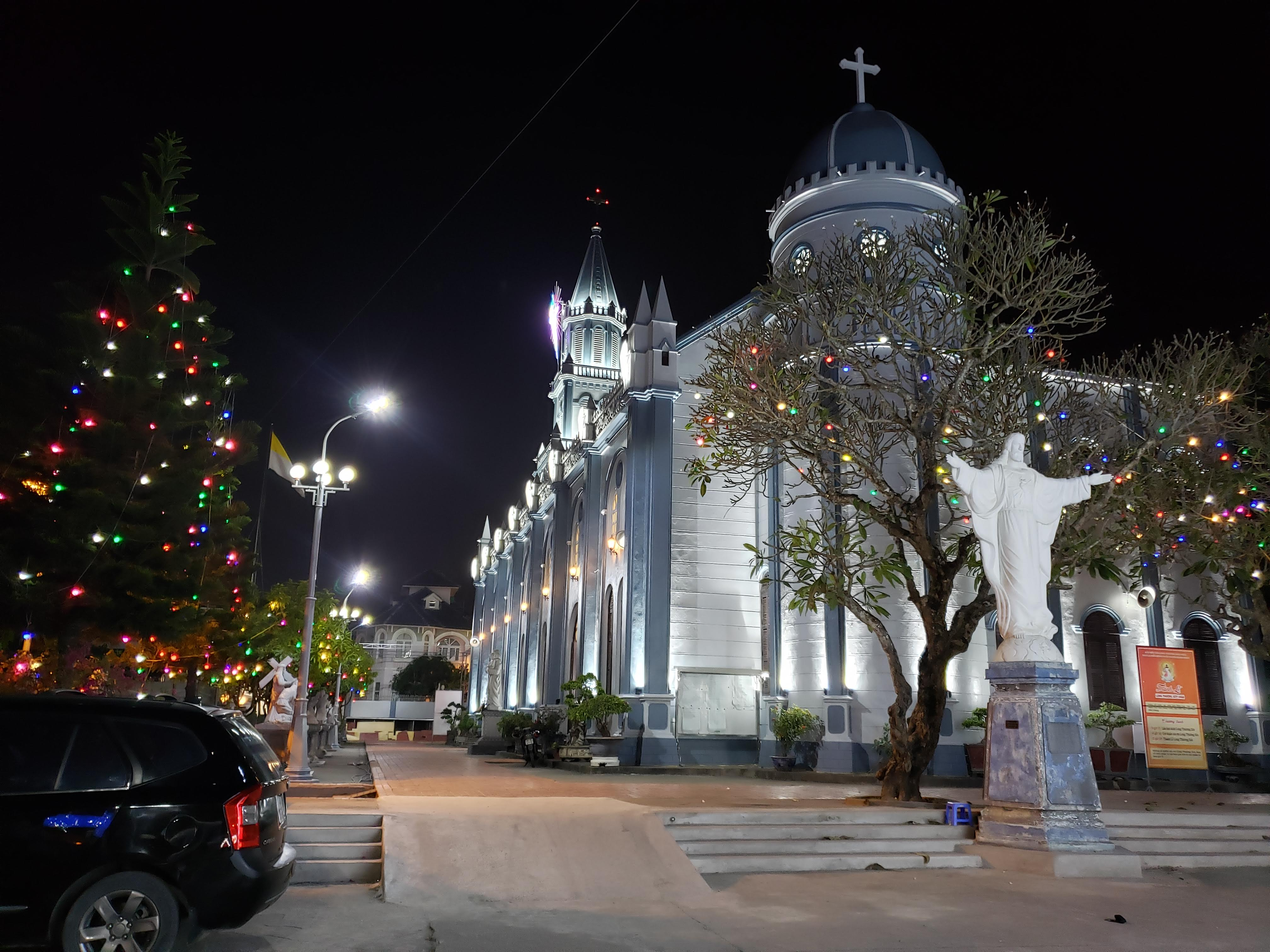
Католицька церква Hòn Gai у 2021

На півдні міста лежить гора Байтхо (в'єт. Núi Bài Thơ, досл. «гора віршів») з її майже вертикальною морською стороною, на яку сходила низка історично відомих місцевих поетів. Її складена з вапняків вершина багата біорізноманіттям і відкриває привабливі види на затоку. Інші визначні місця включають містечко Киаван (в'єт. Cửa Vận), парк Хоангзя (в'єт. Hoàng Gia), ринок Халонг (в'єт. Chợ Hạ Long), торговий центр Байтяй (в'єт. Trung Tâm Thương Mại Bãi Cháy), музей і бібліотеку Куангнінь (в'єт. Bảo tàng Quảng Ninh), острів Туантяу, В'єтнамсько-Японський Будинок культури, Дитячий будинок культури та Комплекс розваг Sun World.
У східній частині міста Хонгай, на пагорбі біля головної пошти, є діюча католицька церква, де щонеділі ввечері та на християнські свята відправляються меси.

## Клімат
| Клімат місто Халонг (Байтяй)               | Клімат місто Халонг (Байтяй) | Клімат місто Халонг (Байтяй) | Клімат місто Халонг (Байтяй) | Клімат місто Халонг (Байтяй) | Клімат місто Халонг (Байтяй) | Клімат місто Халонг (Байтяй) | Клімат місто Халонг (Байтяй) | Клімат місто Халонг (Байтяй) | Клімат місто Халонг (Байтяй) | Клімат місто Халонг (Байтяй) | Клімат місто Халонг (Байтяй) | Клімат місто Халонг (Байтяй) | Клімат місто Халонг (Байтяй) |
| Показник                                   | Січ.                         | Лют.                         | Бер.                         | Квіт.                        | Трав.                        | Черв.                        | Лип.                         | Серп.                        | Вер.                         | Жовт.                        | Лист.                        | Груд.                        | Рік                          |
| Абсолютний максимум, °C                    | 28,8                         | 29,5                         | 32,0                         | 34,6                         | 36,1                         | 37,3                         | 37,9                         | 36,5                         | 36,3                         | 34,1                         | 33,8                         | 29,7                         | 37,9                         |
| Середній максимум, °C                      | 19,3                         | 19,7                         | 22,0                         | 26,1                         | 30,1                         | 31,5                         | 31,7                         | 31,3                         | 30,7                         | 28,8                         | 25,5                         | 21,7                         | 26,5                         |
| Середня температура, °C                    | 16,2                         | 17,0                         | 19,5                         | 23,4                         | 26,9                         | 28,4                         | 28,6                         | 27,9                         | 27,1                         | 25,0                         | 21,5                         | 17,9                         | 23,3                         |
| Середній мінімум, °C                       | 14,0                         | 15,2                         | 17,8                         | 21,5                         | 24,6                         | 26,0                         | 26,2                         | 25,4                         | 24,4                         | 22,2                         | 18,7                         | 15,3                         | 20,9                         |
| Абсолютний мінімум, °C                     | 4,6                          | 5,3                          | 7,1                          | 11,4                         | 15,9                         | 18,4                         | 21,4                         | 21,1                         | 16,6                         | 14,0                         | 9,0                          | 1,7                          |                              |
| Середня кількість сонячних годин на місяць | 81,2                         | 48,3                         | 42,9                         | 88,7                         | 178,2                        | 168,4                        | 186,8                        | 165,2                        | 177,1                        | 177,3                        | 155,7                        | 127,7                        | 1595,8                       |
| Днів з дощем                               | 7,6                          | 10,4                         | 14,3                         | 11,4                         | 12,0                         | 15,5                         | 16,5                         | 18,7                         | 14,1                         | 9,2                          | 5,8                          | 5,2                          | 140,5                        |
| Вологість повітря, %                       | 80.4                         | 84.0                         | 87.1                         | 86.5                         | 83.3                         | 83.8                         | 83.6                         | 85.6                         | 82.5                         | 78.5                         | 76.7                         | 76.3                         | 82.4                         |
| ------------------------------------------ | ---------------------------- | ---------------------------- | ---------------------------- | ---------------------------- | ---------------------------- | ---------------------------- | ---------------------------- | ---------------------------- | ---------------------------- | ---------------------------- | ---------------------------- | ---------------------------- | ---------------------------- |

## Адміністративний поділ
Місто поділено на 33 підрозділи на рівня комун, включаючи 21 округ  (в'єт. phường) і 12 сільських комун (в'єт. xã):
| Назва                        | Площа (км2) | Населення |
| ---------------------------- | ----------- | --------- |
| Округи (21)                  |             |           |
| Батьданг (в'єт. Bạch Đằng)   | 1,7         | 9.334     |
| Байтяй (в'єт. Bãi Cháy)      | 21          | 19.890    |
| Каотханг (в'єт. Cao Thắng)   | 2,47        | 16.167    |
| Каосань (в'єт. Cao Xanh)     | 7,14        | 15.756    |
| Дайєн (в'єт. Đại Yên)        | 45,37       | 7.900     |
| Зєнгдай (в'єт. Giếng Đáy)    | 6,24        | 14.822    |
| Хакхань (в'єт. Hà Khánh)     | 31,9        | 6.306     |
| Хакхау (в'єт. Hà Khẩu)       | 8,28        | 11.588    |
| Халам (в'єт. Hà Lầm)         | 4,01        | 9.807     |
| Хафонг (в'єт. Hà Phong)      | 5,68        | 9.220     |
| Хачунг (в'єт. Hà Trung)      | 5,68        | 7.442     |
| Хату (в'єт. Hà Tu)           | 15,94       | 12.234    |
| Хоаньбо (в'єт. Hoành Bồ)     |             |           |
| Хонггай (в'єт. Hồng Gai)     | 1,67        | 7.232     |
| Хонгха (в'єт. Hồng Hà)       | 3,81        | 15.058    |
| Хонгхай (в'єт. Hồng Hải)     | 2,77        | 17.815    |
| Хунгтханг (в'єт. Hùng Thắng) | 5,97        | 5.730     |

| Назва                            | Площа (км2) | Населення |
| -------------------------------- | ----------- | --------- |
| Чанхингдао (в'єт. Trần Hưng Đạo) | 0,64        | 9.643     |
| В'єтхинг (в'єт. Việt Hưng)       | 31,7        | 8.648     |
| Туантяу (в'єт. Tuần Châu)        | 7,1         | 1.763     |
| Єткієу (в'єт. Yết Kiêu)          | 1,57        | 9.440     |
| Сільські комуни (12)             |             |           |
| Бангка (в'єт. Bằng Cả)           |             |           |
| Зантю (в'єт. Dân Chủ)            |             |           |
| Донглам (в'єт. Đồng Lâm)         |             |           |
| Донгшон (в'єт. Đồng Sơn)         |             |           |
| Хоабінь (в'єт. Hòa Bình)         |             |           |
| Кітхионг (в'єт. Kỳ Thượng)       |             |           |
| Лелой (в'єт. Lê Lợi)             |             |           |
| Куангла (в'єт. Quảng La)         |             |           |
| Шондионг (в'єт. Sơn Dương)       |             |           |
| Танзан (в'єт. Tân Dân)           |             |           |
| Тхонгнят (в'єт. Thống Nhất)      |             |           |
| Вуоай (в'єт. Vũ Oai)             |             |           |

## Економіка
У 2014 році ВВП міста сягнув 22 000 мільярдів в'єтнамських донгів, що становить 41% від ВВП усієї провінції (з них промисловість і будівництво становили 31%, послуги та туризм - 53%), загальний дохід бюджету становив 69,3% від усієї провінції. Середній темп зростання ВВП становить 12% на рік.
В місті виділяють 5 економічних зон:
- Зона 1: Торгівля, послуги (райони Єткієу, Чанхингдао, Хонггай, Батьданг, Хонгнай, Хонгха, Каошань і Каотханг).
- Зона 2: Промисловість, лісове господарство (округи Хачунг, Хату, Хакхань, Халам і Хафонг).
- Зона 3: Промисловість, морські порти (північний захід від Байтяй, північ від В'єтхинг, Хакхау і Зєнгдай).
- Зона 4: Туризм, торгівля (південь від Байтяй, Хунгтханг і Туантяу).
- Зона 5: Сільське господарство, рибальство (В'єтхинг і Дайєн).

Місто Халонг має 1470 промислових і ремісничих виробничих підприємств, включаючи видобуток і переробку вугілля, суднобудування, виробництво будівельних матеріалів, механіки, обробку деревини, продукти харчування та одяг.

## Транспорт
Міжнародний аеропорт Вандон обслуговує Халонг і всю провінцію Куангнінь. Він розташований приблизно за 50 км на схід від міста Халонг.

## Галерея

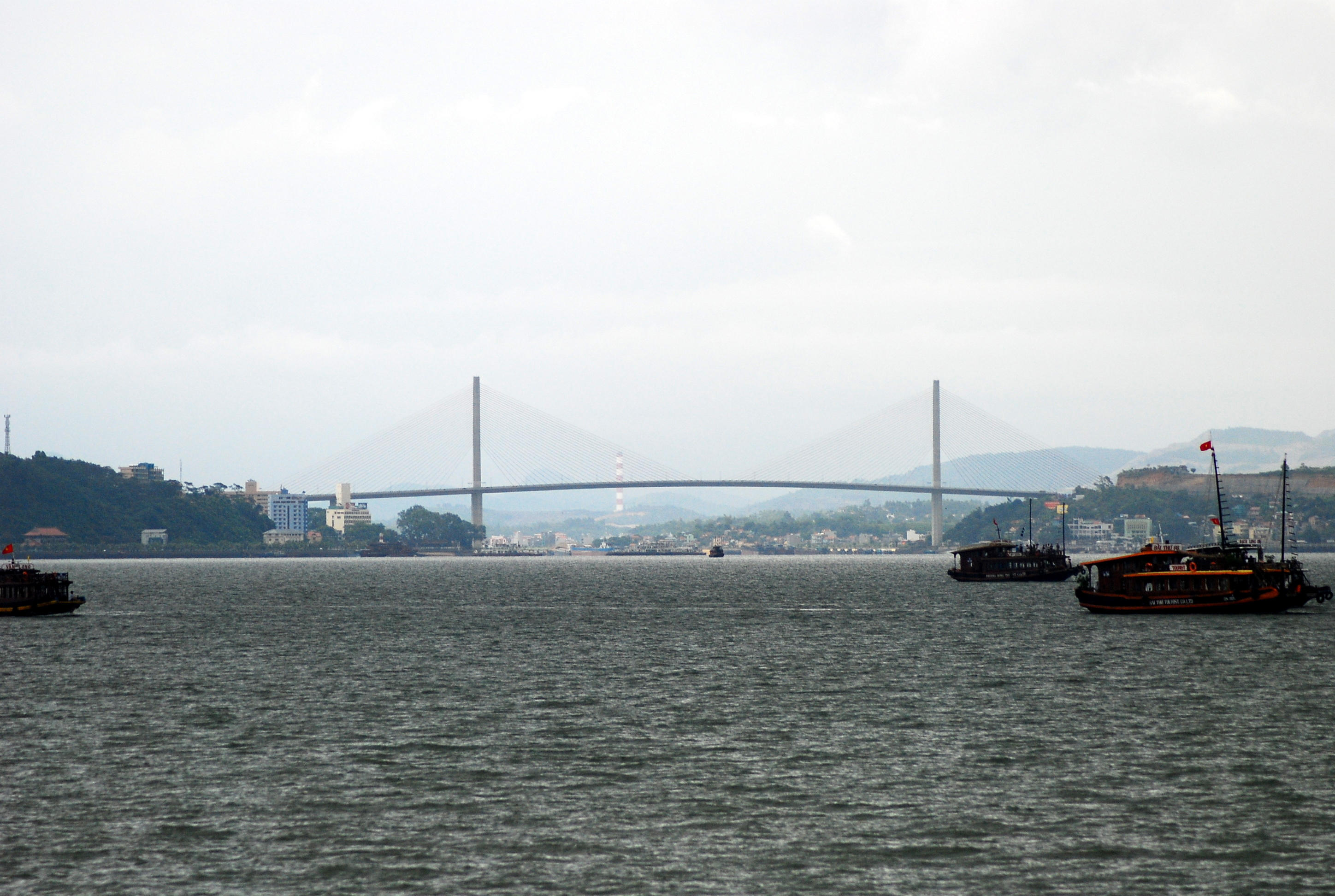
Міст Байтяй
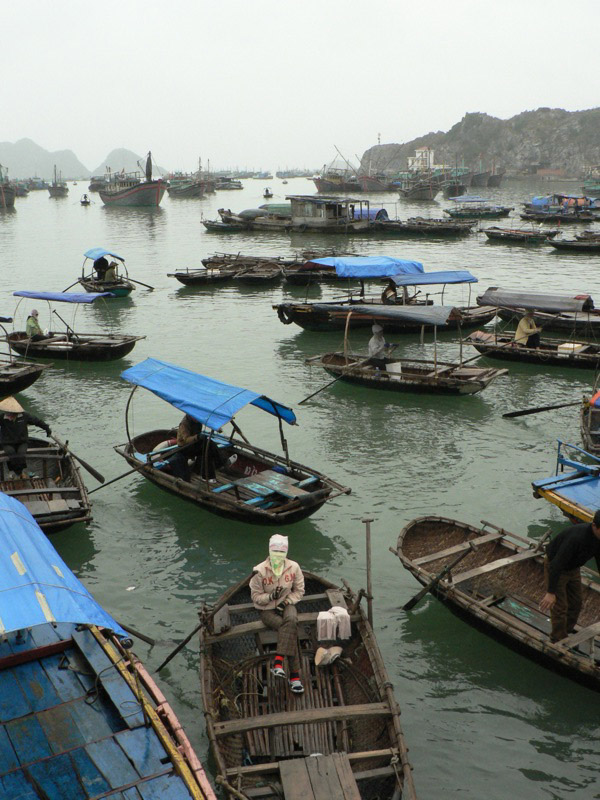
Рибальські човни в затоці
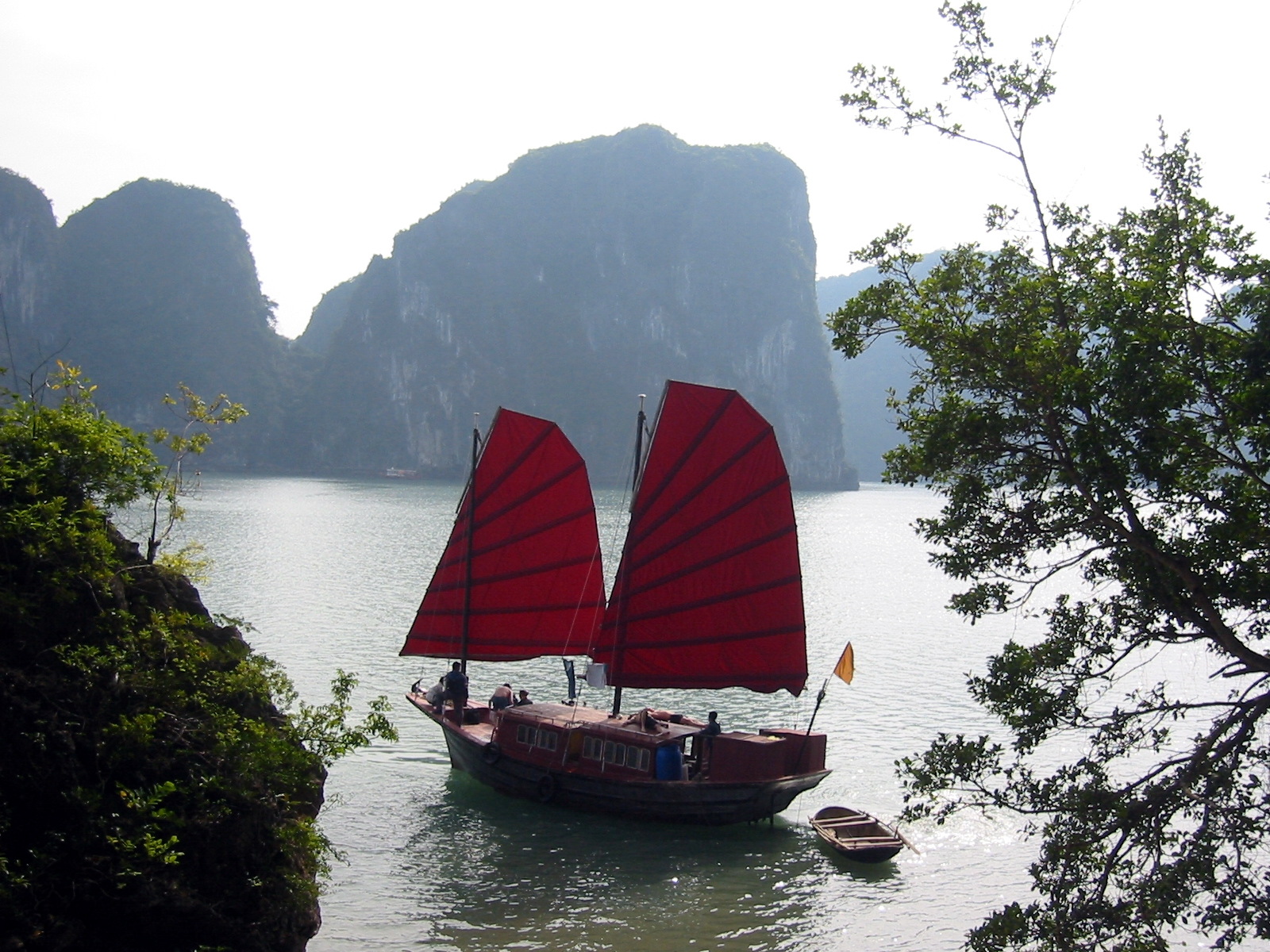
Традиційні червоні вітрила на сучасній джонці
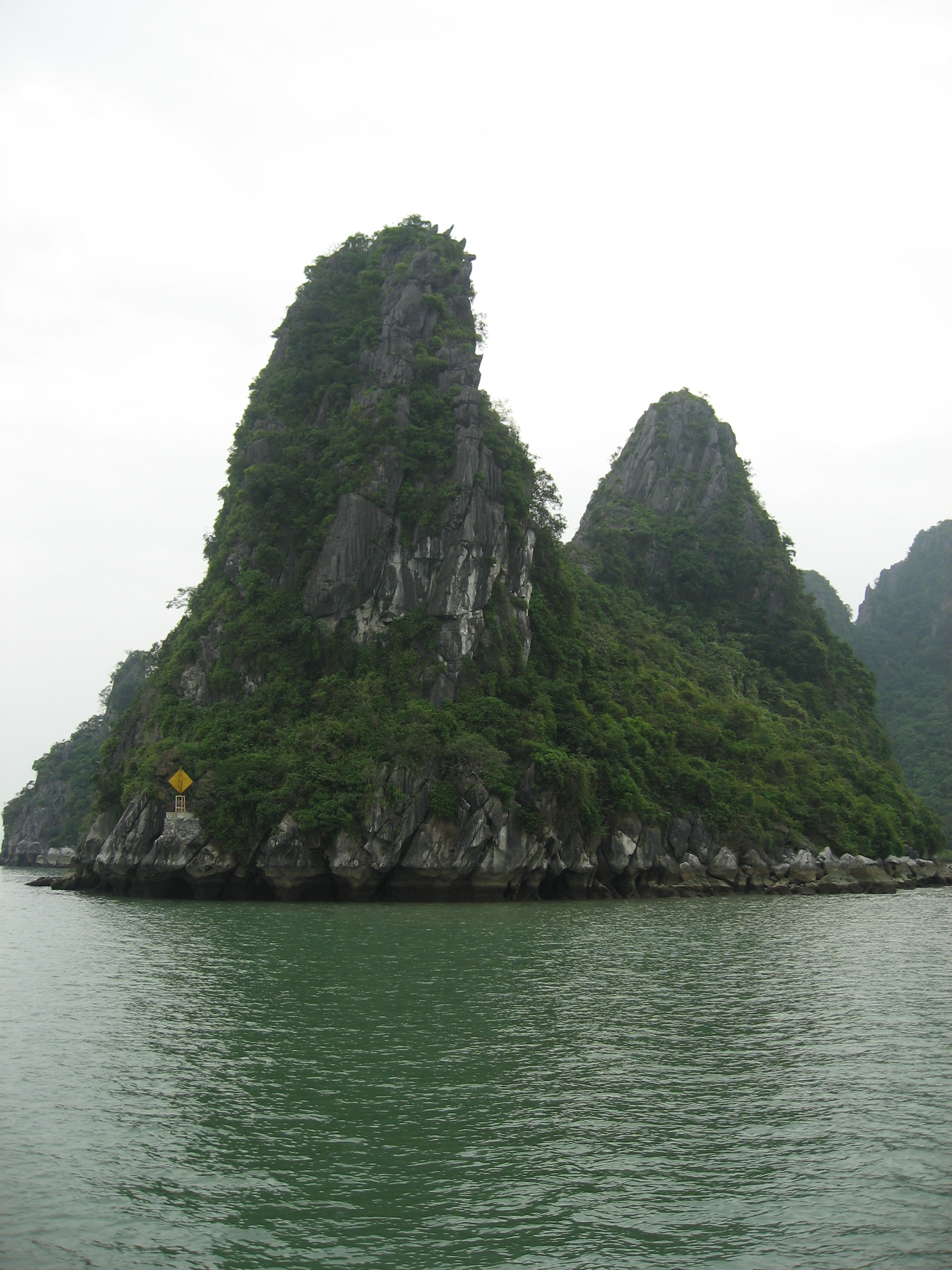
Вапнякові острови
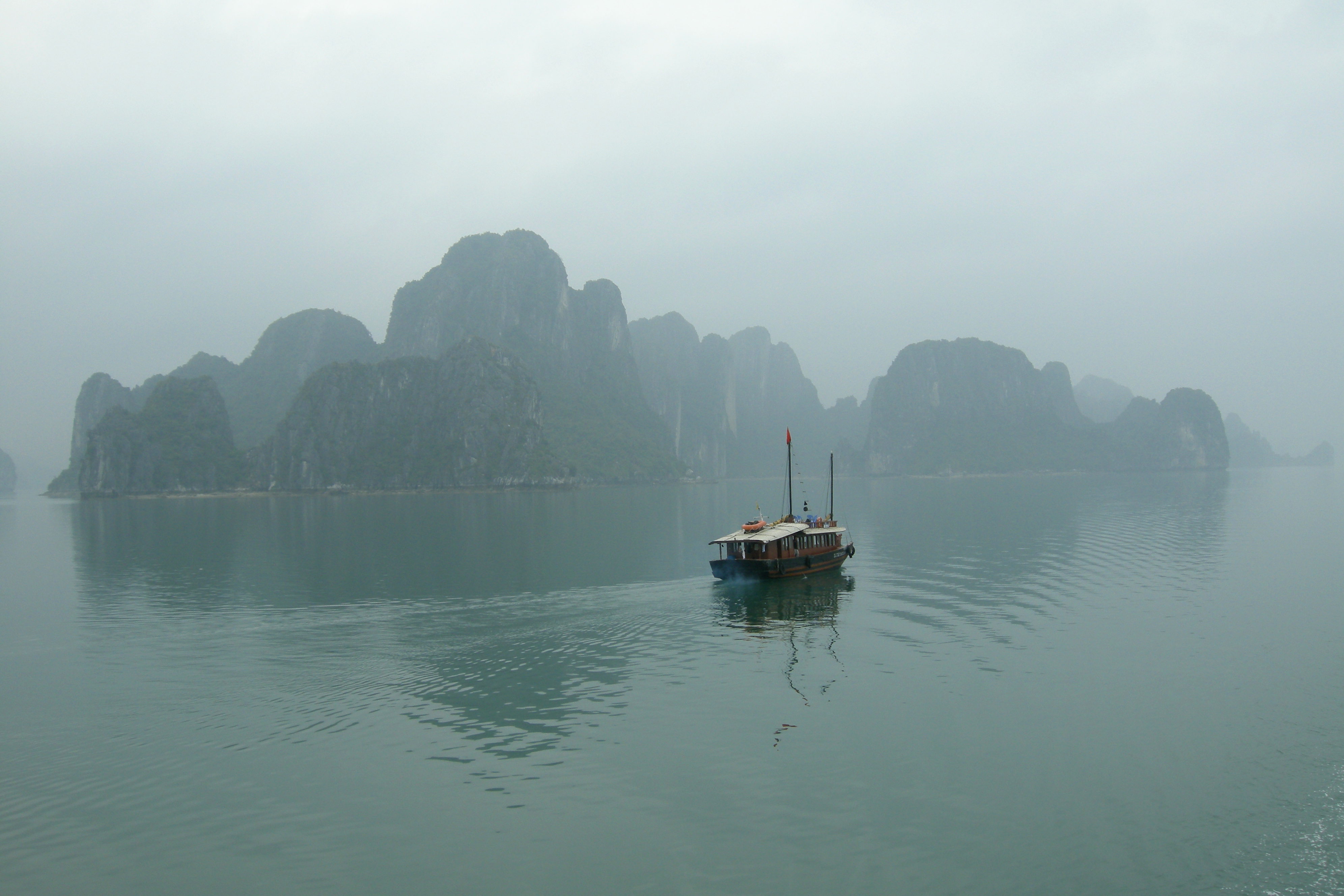
Плавання у затоці Халонг
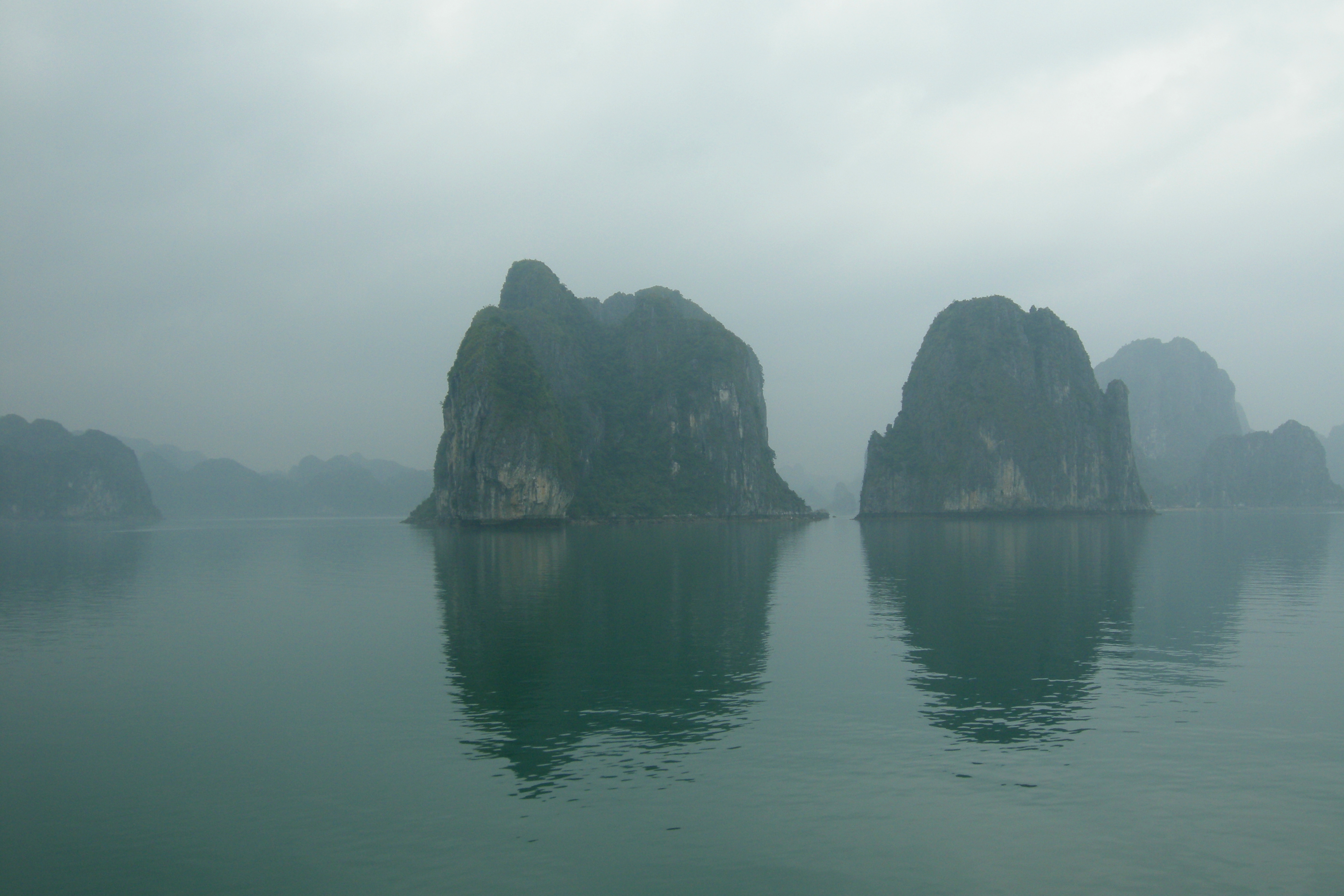
Затока Халонг
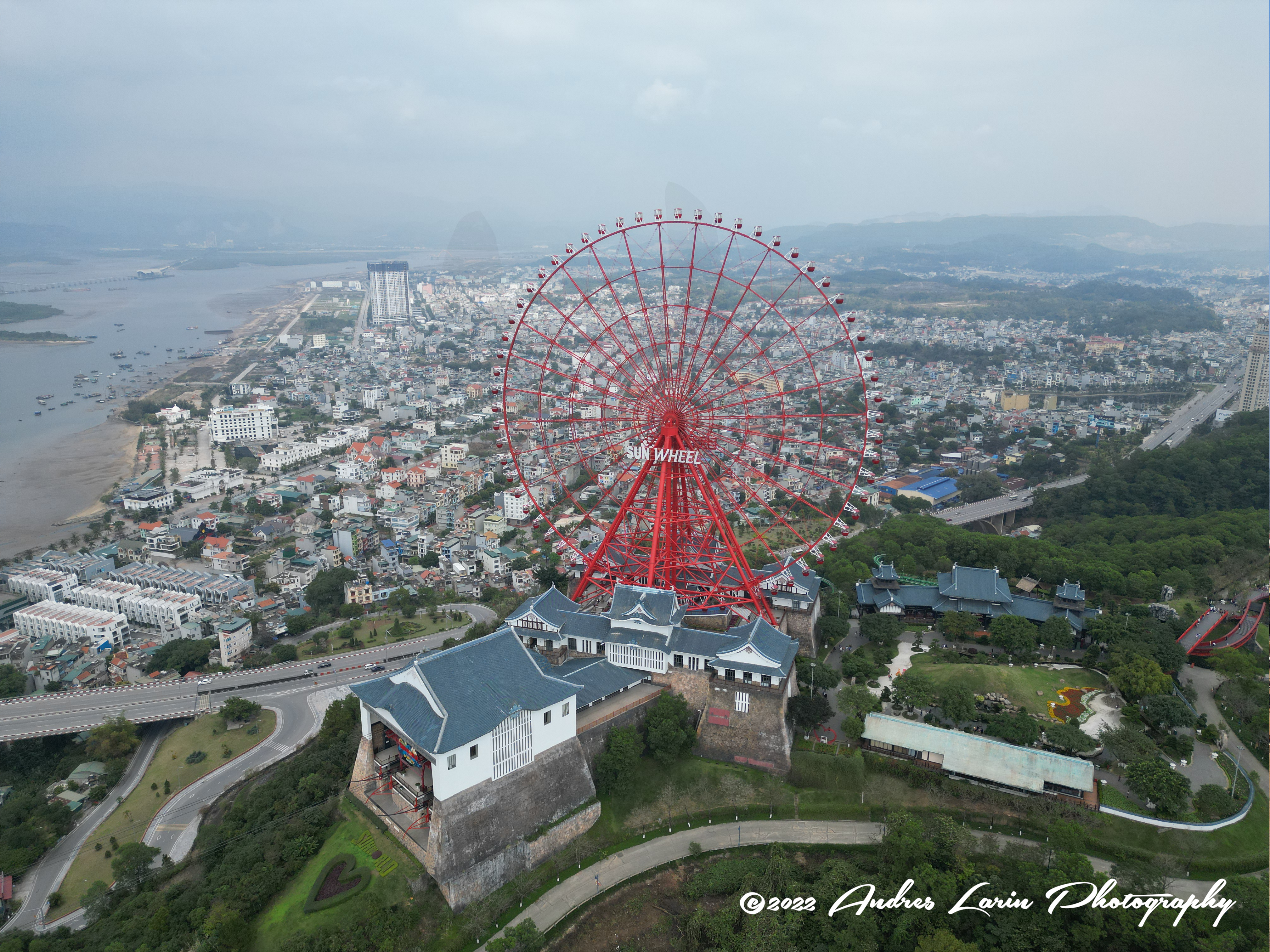
Sun Wheel

## Зовнішні посилання
Вікісховище має мультимедійні дані за темою: Халонг (місто)